# If Only I Could
Az If Only I Could című dal az amerikai-német származású Sydney Youngblood egyik legnagyobb slágere, mely debütáló Feeling Free című albumán szerepel.
A dal az egyik legnagyobb slágere volt Youngbloodnak, mely manapság is népszerű. Mi sem bizonyítja, hogy számos országban slágerlistás helyezést ért el, többek között Írország, Svájc, Ausztria, és Németország slágerlistáin szerepelt. A dal az Egyesült Királyságban 1989-ben a 11. legjobban eladott kislemezként tartották számon.
A dalban Youngblood a testvériségről és a szeretet világáról énekel, melyet szeretne létrehozni, amire csak ő képes. Ez az utópikus humanizmus nagyon ritka az éjszakai klubokban játszott dalokban.
Az If Only I Could című dal basszusai és dob alapjai a Raze nevű house csapat Break 4 Love című dalából származik.

## Megjelenések
7"  Circa – YR 34
- A If Only I Could 3:30
- B Spooky (Instrumental) 3:54

CD Maxi Single ('99 Remix)  Fhönixx Records – CACD8140
1. If Only I Could '99 (Radio Version) 3:40
2. If Only I Could '99 (Extended Version) 6:14
3. Cow & Chicken X-Tended Club Mix Sit And Wait '99 7:32
4. A.M. Extended Mix Club Mix Sit And Wait '99 5:54

## Slágerlista
| Slágerlista (1989)            | Legjobb helyezés |
| ----------------------------- | ---------------- |
| Australian ARIA Singles Chart | 122              |
| Austrian Singles Chart        | 3                |
| Eurochart Hot 100             | 4                |
| French SNEP Singles Chart     | 8                |
| German Singles Chart          | 3                |
| Ír slágerlista                | 2                |
| Swedish Singles Chart         | 9                |
| Swiss Singles Chart           | 3                |
| Brit kislemezlista            | 3                |